# Bergs socken, Västmanland
Bergs socken i Västmanland ingick i Snevringe härad, uppgick 1952 i Hallstahammars köping och området ingår sedan 1971 i Hallstahammars kommun, med en mindre del i Surahammars kommun, och motsvarar från 2016 Bergs distrikt.
Socknens areal var 58,05 kvadratkilometer land. År 2000 fanns här 491 invånare. En del av tätorten Hallstahammar samt kyrkbyn Berg med sockenkyrkan Bergs kyrka ligger i socknen. 

## Administrativ historik
Bergs socken har medeltida ursprung. 
Vid kommunreformen 1862 övergick socknens ansvar för de kyrkliga frågorna till Bergs församling och för de borgerliga frågorna till Bergs landskommun. Landskommunens uppgick 1952 i Hallstahammars köping och en mindre del i Sura landskommun. Församlingen uppgick 2006 i Hallstahammar-Bergs församling som 2014 uppgick i Hallstahammar-Kolbäcks församling.
1 januari 2016 inrättades distriktet Berg, med samma omfattning som församlingen hade 1999/2000.
Socknen har tillhört fögderier, tingslag och domsagor enligt vad som beskrivs i artikeln Snevringe härad.  De indelta soldaterna tillhörde Västmanlands regemente, Västerås och Strömsholms kompanier.

## Geografi
Bergs socken ligger nordost om Köping väster om Kolbäcksån. Socknen är i söder en slättbygd på Mälarslätten och i norr en skogsbygd.
Byar inom socknen är: Berga, Björsbo, Förunda, Hälsta, Klemetsbo, Kvalsta, Körninge, Norrby, Rallsta, Ryssboda, Svennby, Tappfallet, Tibble, Uppsala (eller Upsala), Vallberga och Vallhall.
Länsväg 252 går längs socknens östra gräns (cirka 6 km). Här gränsar Berg till Svedvi (Hallstahammar) socken. Längst i norr har socknen en cirka 4 km lång gräns mot Sura socken och i väster löper den cirka 10 km långa gränsen till Munktorps socken (Köpingsbygdens församling). I söder avgränsas Bergs socken av europaväg 18, som sockengränsen följer cirka 3 km.

## Fornlämningar
Från bronsåldern märks enstaka gravar samt skålgropar. Dessutom finns gravfält från järnåldern.

## Namnet
Namnet (1330-talet, Biargh) syftar på den höjd (berg) där kyrkan ligger.

## Befolkningsutveckling
| Befolkningsutvecklingen i Bergs socken, Västmanland 1810–1990                                           | Befolkningsutvecklingen i Bergs socken, Västmanland 1810–1990 | Befolkningsutvecklingen i Bergs socken, Västmanland 1810–1990 | Befolkningsutvecklingen i Bergs socken, Västmanland 1810–1990 | Befolkningsutvecklingen i Bergs socken, Västmanland 1810–1990 |
| --- | ------------------------------------------------------------- | ------------------------------------------------------------- | ------------------------------------------------------------- | ------------------------------------------------------------- |
| |                                                               |                                                               |                                                               |                                                               |
| År |                                                               |                                                               | Folkmängd                                                     |                                                               |
| 1810 | 1810                                                          |                                                               | 742                                                           |                                                               |
| 1820 | 1820                                                          |                                                               | 737                                                           |                                                               |
| 1830 | 1830                                                          |                                                               | 749                                                           |                                                               |
| 1840 | 1840                                                          |                                                               | 789                                                           |                                                               |
| 1850 | 1850                                                          |                                                               | 829                                                           |                                                               |
| 1860 | 1860                                                          |                                                               | 870                                                           |                                                               |
| 1870 | 1870                                                          |                                                               | 981                                                           |                                                               |
| 1880 | 1880                                                          |                                                               | 1 086                                                         |                                                               |
| 1890 | 1890                                                          |                                                               | 1 000                                                         |                                                               |
| 1900 | 1900                                                          |                                                               | 1 096                                                         |                                                               |
| 1910 | 1910                                                          |                                                               | 1 099                                                         |                                                               |
| 1920 | 1920                                                          |                                                               | 965                                                           |                                                               |
| 1930 | 1930                                                          |                                                               | 848                                                           |                                                               |
| 1940 | 1940                                                          |                                                               | 801                                                           |                                                               |
| 1950 | 1950                                                          |                                                               | 780                                                           |                                                               |
| 1960 | 1960                                                          |                                                               | 628                                                           |                                                               |
| 1970 | 1970                                                          |                                                               | 486                                                           |                                                               |
| 1980 | 1980                                                          |                                                               | 485                                                           |                                                               |
| 1990 | 1990                                                          |                                                               | 481                                                           |                                                               |
| Anm: Källor: Umeå universitet - Tabellverket 1749-1859, Demografiska databasen, CEDAR, Umeå universitet |                                                               |                                                               |                                                               |                                                               |